# Неронов Бор
Неро́нов Бор — деревня в Новгородском районе Новгородской области, входит в состав Ракомского сельского поселения.

## География
Деревня находится в центральной части Новгородского поозерья, на расстоянии 3 км к западу от озера Ильмень. Ближайшие населённые пункты — деревни Моисеевичи, Ильмень, Георгий, Милославское.

### Часовой пояс
Деревня Неронов Бор, как и вся Новгородская область, находится в часовой зоне МСК (московское время). Смещение применяемого времени относительно UTC составляет +3:00.

## История
Деревня впервые упоминается в писцовой книге 1498 года. Названа по имени владельца деревни — некоего Нерона.

## Галерея

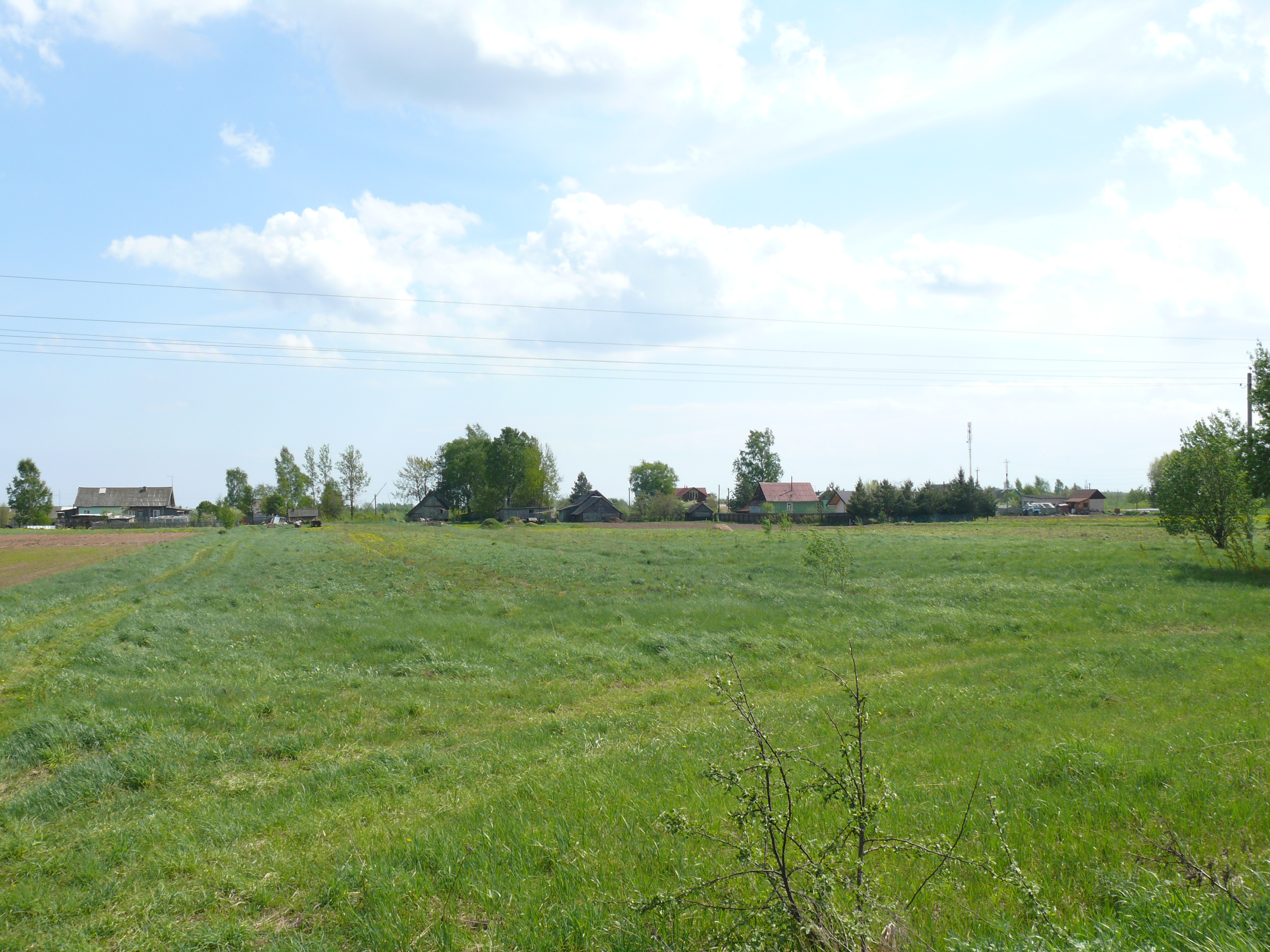
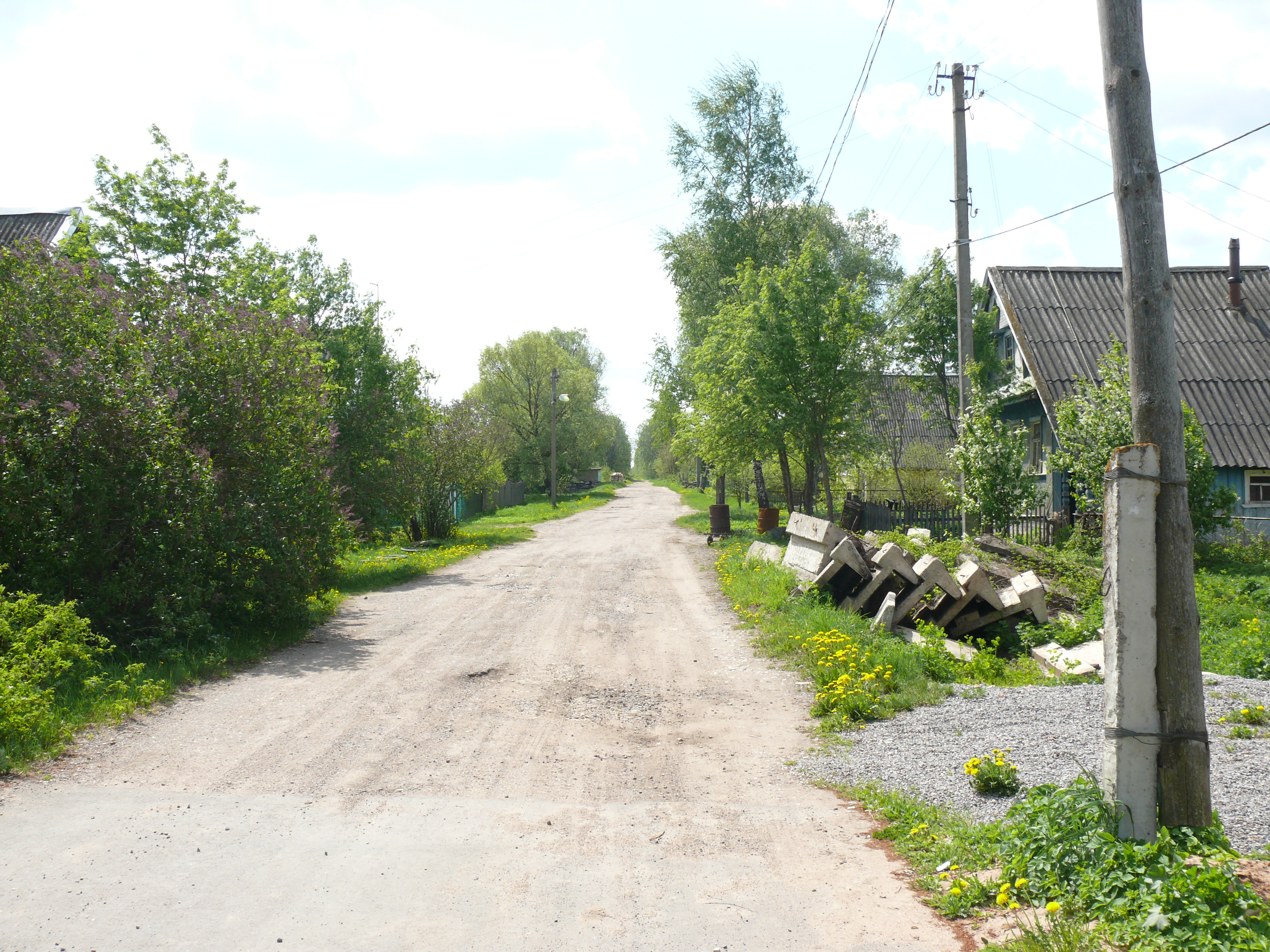
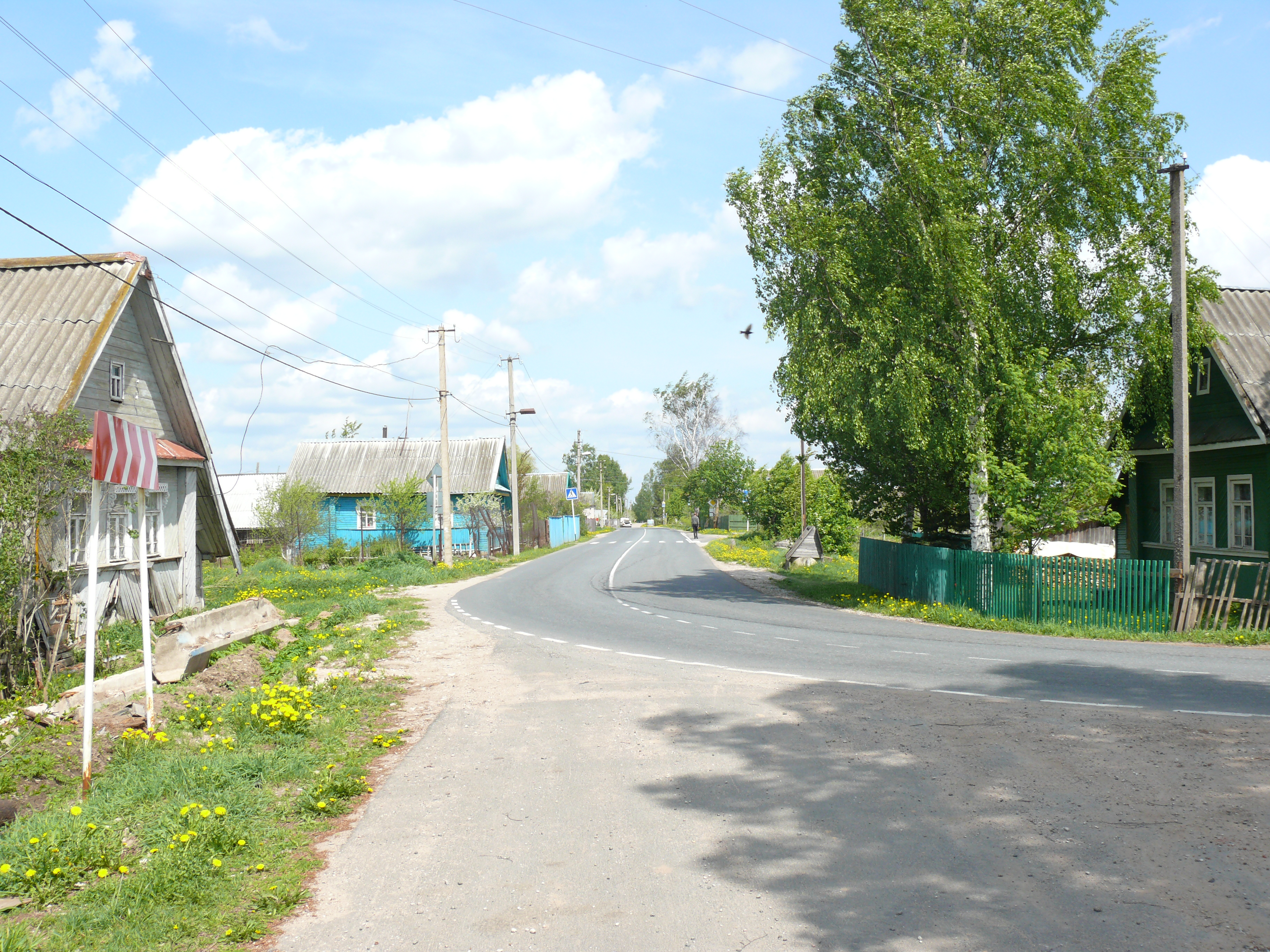
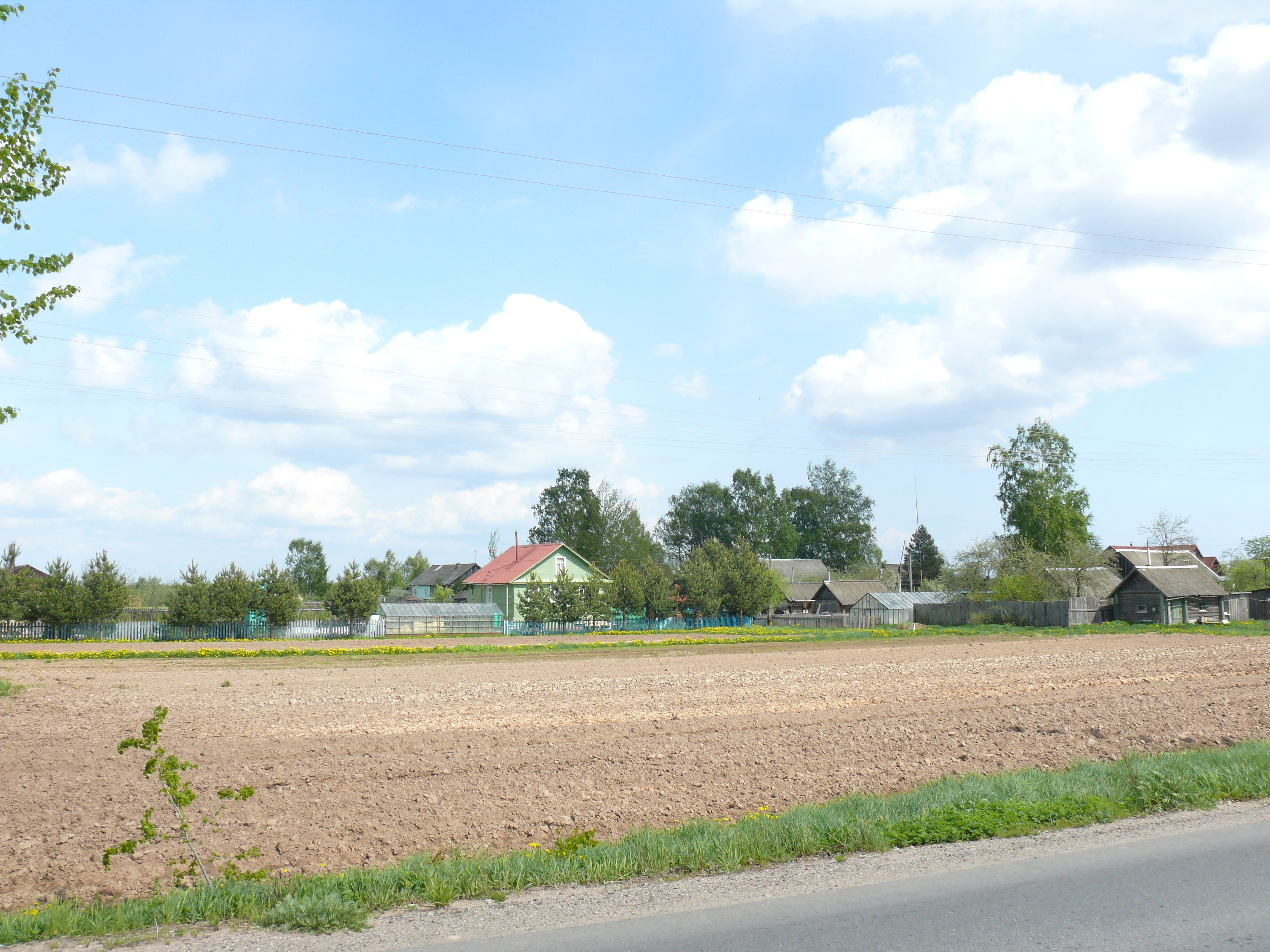
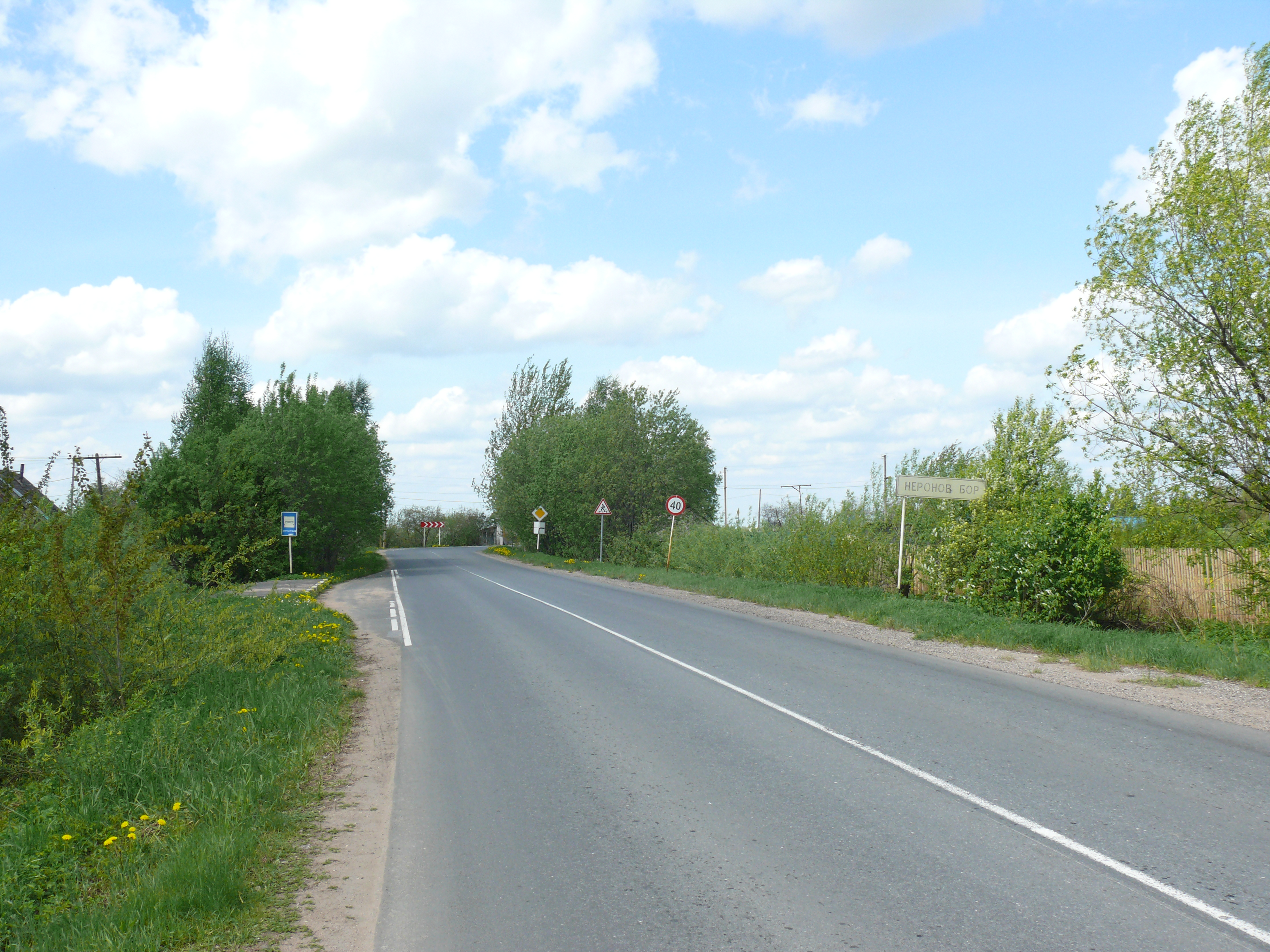

## Население
| 2010 |
| ---- |
| 70   |